# 中村天邨
中村 天邨（なかむら てんそん、生年不詳）は、日本の編集者、歴史研究者。

## 略歴・活動
福岡県の出身。主に郷土史の編纂を行い、執筆活動に従事。また、学校の教員として勤めることもあり、福岡県立京都高等学校に赴任。書道を教えていた。「天邨」という名前から書家などに付けられる雅号ではないかと思われる。本名は不明。
行橋市文化財調査委員であった。

## 著書・共著
- 1962年（昭和37年) - 『記録』「小笠原日記抜」（出版：小倉郷土会）
- 1963年（昭和38年）- 『ふるさと美夜古の手引』（出版：美夜古文化会）
- 1966年（昭和41年）- 『記録』「豊津藩の成立 /  p21～29 」（出版：小倉郷土会編集委員会）
- 1973年（昭和48年）- 『宇佐宮行幸会に関する行橋市草場郷神社古文書』（出版：行橋市教育委員会）[3]
- 1975年（昭和50年）- 『京都郡の伝説』（出版：美夜古文化懇話会）[4]
- 1977年（昭和52年）- 『幕末小笠原関係日誌の抜萃と之等古文書にみる難解文字の研究』（出版：美夜古文化懇話会）、『先賢遺墨集』（出版：美夜古文化懇話会）
- 1978年（昭和53年）- 『碑石めぐり』（出版：美夜古文化懇話会）
- 1980年（昭和55年）- 『行橋市草場豊日別宮官幣大神宮 古文書に見る宇佐宮放生会』（出版：豊日別宮官幣大神宮宇佐宮放生会保存会）[5]